# Dia Azzawi
Dia Azzawi (Baghdad, 1939) è un pittore e scultore iracheno, che vive e lavora a Londra ed è uno dei pionieri dell'arte araba moderna.
È noto per l'incorporazione della scrittura araba nei suoi dipinti. Attivo nella comunità artistica, ha fondato il gruppo artistico iracheno noto come New Vision ed è stato fonte d'ispirazione per la generazione di giovani artisti detti "calligraffiti" .

## Biografia
Dia Azzawi (noto anche come Dia al-Azzawi) è nato ad al-Fadhil, il più antico quartiere tradizionale di Baghdad, nel 1939. Suo padre era un droghiere nel centro della città e Dia era terzo di dieci figli della sua famiglia.
Azzawi ha studiato archeologia al College of Arts di Baghdad, laureandosi nel 1962 e successivamente ha studiato presso l'Istituto di Belle Arti, sotto la guida dell'illustre artista iracheno Hafidh al-Droubi, e laureandosi nel 1964. Di giorno studiava il mondo antico e di notte studiava pittura europea. Azzawi spiega: "Questo contrasto significava che stavo lavorando con i principi europei, ma allo stesso tempo usando le mie origini come parte del mio lavoro". La sua preparazione in archeologia lo ha influenzato notevolmente come artista traendo ispirazione dagli antichi miti di Gilgamesh e Imam Hussein, un eroe musulmano. In seguito Azzawi continuò a studiare arte presso l'Istituto di Belle Arti, laureandosi nel 1964.
Negli anni '50 iniziò a lavorare con l'artista iracheno Faeq Hassan,il quale faceva parte di un gruppo artistico chiamato Pionieri. Questo gruppo mirava a individuare una continuità tra l'arte irachena tradizionale e quella contemporanea. Durante questo periodo, iniziò a sviluppare la sua estetica e fu ispirato da avvenimenti drammatici della storia dell'Iraq.
Mentre frequentava la scuola d'arte, si unì al gruppo artistico locale, noto con il nome gli Impressionisti, fondato dal suo professore, Hafidh al-Droubi nel 1953. Anche se Azzawi non era particolarmente attratto dall'impressionismo come stile, il gruppo incoraggiò gli artisti a sperimentare stili diversi e anche ad attingere a temi attuali come materia di studio. Coinvolto in questo gruppo, iniziò a esplorare la storia e la mitologia della cultura araba, che divennero temi ricorrenti nel suo lavoro. Ha continuato ad essere coinvolto attivamente nella comunità artistica irachena unendosi al gruppo noto come Baghdad Modern Art Group, fondato dall'artista e intellettuale Shakir Hassan Al Said nel 1951, e successivamente al New Vision Group, per il quale ha scritto il manifesto, che fu pubblicato su un giornale di Baghdad nel 1968.
Durante un turbolento periodo politico in Iraq, Azzawi prestò servizio come riservista nell'esercito iracheno tra il 1966 e il 1973, dove fu testimone di numerose atrocità. Attraverso questa esperienza, capì che c'era bisogno di parlare per coloro che non hanno voce. Alcune delle sue opere sono intenzionalmente progettate per dare voce a coloro che sono stati messi a tacere durante la guerra e i conflitti.
Ha ricoperto le posizioni di direttore del Iraq Antiquities Department di Baghdad (1968-1976) e di direttore artistico del Iraq Cultural Centre di Londra, dove ha organizzato numerose mostre. Fu il primo editore della rivista, Ur (1978-1984), una nuova rivista provocatoria pubblicata dall'Iraq Cultural Centre di Londra. È stato anche editore di Funoon Arabiyyah (1981-1982) e membro del comitato editoriale della rivista accademica Mawakif.
Viveva ancora in Iraq quando scomparvero i gruppi artistici d'avanguardia. Da quel momento, diventò più attivamente coinvolto nella comunità artistica. Nel 1968, ha fondato il gruppo artistico iracheno, Al-Ru'yah al-Jadida (Nuova visione) e ha scritto il suo manifesto, Towards a New Vision, che è co-firmato da Ismail Fatah Al Turk. Viveva ancora in Iraq quando scomparvero i gruppi artistici d'avanguardia. Da quel momento, diventò più attivamente coinvolto nella comunità artistica. Nel 1968, ha fondato il gruppo artistico iracheno, Al-Ru'yah al-Jadida\ ( Nuova visione ) e ha scritto il suo manifesto, Towards a New Vision, che è co-firmato da Ismail Fatah Al Turk . Al-Ru'yah al-Jadida rappresentava uno stile artistico più libero che incoraggiava gli artisti a rimanere fedeli alla propria epoca, ma anche a cercare origine e tradizione per l'ispirazione. A questo proposito, ha cercato di mantenere le tendenze generali dei gruppi dell'arte noto come il Baghdad Modern Group, ma allo stesso tempo riconoscendo che gli artisti avevano già sviluppato uno stile più libero. Questo gruppo ha promosso l'idea di libertà e di creatività nelle origini. Era anche un membro del gruppo One Dimension fondato da Shakir Hassan Al Said, che ha respinto il precedente movimento dell'arte araba moderna perché troppo interessato alle tecniche e all'estetica europea.

## Opere

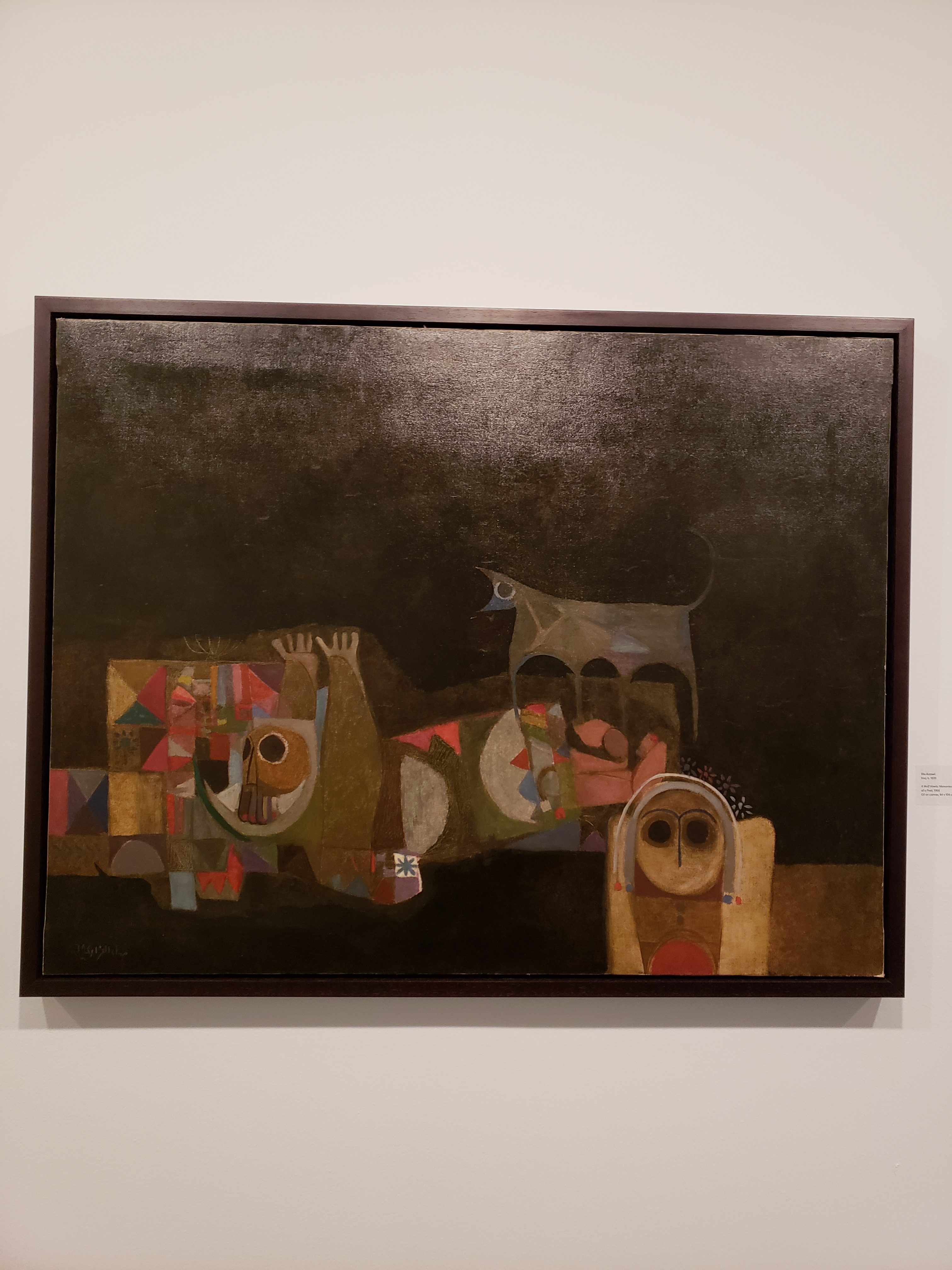
A Wolf Howls of a Poet (1968), Dia Azzawi esposto al Barjeel Art Foundation

Azzawi faceva parte della generazione che vide cadere il proprio paese e le proprie terre in dittature e guerre sanguinose, e gran parte del suo lavoro è una cronaca della distruzione e della devastazione dell'Iraq a causa di guerre e invasioni. Il suo lavoro My Broken Dream, un'opera colossale monocromatica, quattro metri di altezza e dieci di lunghezza, è un insieme di forme, zoccoli e spade, ed è un tentativo di documentare il dolore di un popolo, e nella dichiarazione scritta dell'opera d'arte, scrive, "l'Iraq è la mia anima interiore". Inoltre, Azzawi non solo dà voce alla sua situazione, ma anche a coloro che sono messi a tacere, tra cui quelli della Palestina e del Kurdistan iracheno. Un esempio, The Land of Sad Oranges, è un insieme di disegni in bianco e nero costituiti da teste senza volto e corpi inerti, basato sul racconto omonimo dello scrittore palestinese, Ghassan Kanafani. Azzawi si è ispirato nel disegnare questa ambientazione dopo che Kanafani, un suo caro amico, è stato assassinato nel 1972 dal Mossad e in questi disegni, cerca di esplorare le condizioni di apolidia e in particolare l'effetto che ha sull'individuo. In un'intervista a Saphora Smith per il Telegraph nel 2016, Azzawi ha dichiarato: “Sento di essere un testimone. Se posso dare voce a qualcuno che non ha voce, è ciò che dovrei fare ”, e con questo lavoro cerca di documentare la lotta interiore dei rifugiati ed esplorare temi di esilio e sfollamento.
Lo storico dell'arte, Nada Shabout, ha classificato il lavoro di Dia Azzawi come appartenente alla School of Calligraphic Art (noto anche come movimento Hurufiyya ) usando uno stile chiamato combinazioni calligrafiche, che significa che combina stili astratti, a mano libera e classici.
Le sue opere sono esposte in prestigiose gallerie d'arte, musei e collezioni pubbliche sia in Occidente che in Medio Oriente: Vienna Public Collection; British Museum, Londra; Victoria and Albert Museum, Londra; Collezione Gulbenkian, Barcellona; The World Bank, Washington DC; Library of Congress, Washington DC; Institut du Monde Arabe, Parigi; Museo d'Arte Moderna, Parigi; Bibilotheque Nationale, Parigi; Collezione Pier Gardin, Parigi; Museum of Modern Art, Baghdad; Museo d'Arte Moderna, Damasco; Museo d'Arte Moderna, Tunisi; Museo arabo di arte moderna, Doha; Collezione Adel Mandil, Riyad; The Saudi Bank, Londra; Jeddah International Airport, Arabia Saudita; Riyadh International Airport, Arabia Saudita; La United Bank of Kuwait, Londra; Fondo di sviluppo, Kuwait, Una Foundation, Marocco; Jordan National Gallery of Fine Arts, Amman; e la British Airways Collection, Londra.
Alcune sue opere, precedentemente conservate nel Museo Nazionale di Arte Moderna dell'Iraq, sono state oggetto di furti avvenuti nel 2003 a seguito dell'invasione americana dell'Iraq. Almeno uno di questi, The Lost City, classificato come uno dei primi 100 lavori mancanti, da allora è stato rimpatriato. Le opere rubate sono state coinvolte in controversie all'interno dei circoli artistici. Un venditore privato iracheno, ha offerto The Lost City, in vendita con un prezzo di 50000 $ a una galleria nel 2011, nonostante fosse elencato dall'Interpol come un'opera d'arte rubata. Con l'assistenza della galleria, l'ambasciata americana a Baghdad, l'Interpol e l'FBI, l'opera è stata infine recuperata e restituita al legittimo proprietario, l'Iraq National Museum of Modern Art.
Ha promosso l'arte e la cultura araba attraverso la sua scrittura e la sua arte. Ha pubblicato circa quattordici libri, numerosi articoli e ha curato riviste d'arte. È stato direttore artistico dell'International Magazine of Arab Culture, tra il 1978 e il 1984.

### Lista di Opere
- Dimostrazione, olio su tela, 1953 (ora nella collezione Al-Ruwad, Baghdad)[22]
- Storia da Le mille e una notte, inchiostro su carta, 1962[23]
- And Morning Reached Shahrazad, inchiostro su carta, 1962
- Tragedia a Kabala, inchiostro su carta, 1964[24]
- Testimonianza dei nostri tempi, 1972
- The Land of Sad Oranges, 1973
- Introduzione alle sette sfere d'oro, serigrafia, 1978[24]
- Versi Al-Jawahiri, 50 X60cm, 1989[24]
- The Crane, litografia colorata a mano, 1990[24]
- Balad Al Sawad [paese dell'oscurità] serie di nove disegni a carboncino su carta, c. 1991[25]
- La ceramica pre-islamica Mulallaqast, acquaforte, 50 X 70 cm, data sconosciuta[26]
- Massacro di Sabra e Chatila 2012-2013 (ora nella Tate Modern Gallery)

### Esposizioni
Mostre individuali selezionate
| 2016 2014 | "I am the cry, who will give voice to me?" Dia al-Azzawi: A Retrospective (from 1963 until tomorrow), Mathaf: Arab Museum of Modern Art, Doha, Qatar Massacres et Joie de vivre, Espace Claude Lemand, Paris, France |
| ____      | Selected Works, 1964 - 1973, Frieze Masters, London, United Kingdom |
| 2013      | Bilad al-Sawad and other works, Art Paris Art Fair, Grand Palais, Galerie Claude Lemand, Paris, France |
| ____      | An Itinerary 3. Painting and Poetry, Espace Claude Lemand, Paris, France |
| 2012      | An Itinerary. 1. Paintings on canvas and wood (1963 - 2011), Espace Claude Lemand, Paris, France |
| ____      | An Itinerary. 2. Gouaches on paper (1976 - 2006), Galerie Claude Lemand, Paris, France |
| ____      | Meem Gallery, Dubai, United Arab Emirates |
| 2011      | Abu Dhabi Art Fair, Meem Gallery, Dubai, United Arab Emirates |
| 2010      | Galerie Claude Lemand, Paris, France |
| ____      | Abu Dhabi Art Fair, Meem Gallery, Dubai, United Arab Emirates |
| 2009      | Sixth Abu Dhabi Music and Arts Festival, Emirates Palace, Abu Dhabi, United Arab Emirates |
| ____      | Meem Gallery, Dubai, United Arab Emirates |
| ____      | Retrospective, Espace Claude Lemand, Paris, France |
| 2006      | Kalemmat Gallery, Aleppo, Syria |
| ____      | 4 Walls Gallery, Amman, Jordan |
| ____      | Dar al-Funoon Gallery, Kuwait |
| ____      | Galerie Claude Lemand, Paris, France |
| 2005      | Galerie Claude Lemand, Paris, France |
| 2004      | Galerie Claude Lemand, Paris, France |
| ____      | St-Art – Strasbourg's Art Fair, represented by Galerie Claude Lemand, Strasbourg, France |
| 2003      | Palestine and Mahmoud Darwish, Cité du Livre, Aix-en-Provence, France |
| 2001      | Retrospective, Institut de Monde Arabe, Paris, France |
| 1996      | Art Center, Bahrain |
| 1995      | Galerie Claude Lemand, Paris, France |
| 1994      | Al-Manar Gallery, Casablanca, Morocco |
| ____      | Al-Wasiti Gallery, Casablanca, Morocco |
| ____      | Galerie d'Art 50 x 70, Beirut, Lebanon |
| ____      | Al-Sayed Gallery, Damascus, Syria |
| 1993      | Asilah Festival, Asilah, Morocco |
| ____      | Flandria Gallery, Tanger, Morocco |
| 1992      | Alif Gallery, Washington, D.C., United States of America |
| ____      | Gallerie Hittite, Toronto, Canada |
| 1991      | Galerie D'art 50 x 70, Beirut, Lebanon |
| ____      | Galerie des Arts, Tunis, Tunisia |
| 1990      | Alif Gallery, Washington, D.C., United States of America |
| ____      | Galleri Nakita, Stockholm, Sweden |
| ____      | Vanazff Gallery, Gothenburg, Sweden |
| ____      | Galerie des Art, Tunis, Tunisia |
| 1988      | Galerie Claudine Planque, Lausanne, Switzerland |
| 1986      | Galerie Faris, Paris, France |
| ____      | Royal Cultural Centre, Amman, Jordan |
| 1984      | Alif Gallery, Washington, D.C., United States of America |
| 1983      | National Council for Art and Culture, Kuwait |
| 1980      | Galerie Faris, Paris, France |
| ____      | Galerie Centrale, Geneva, Switzerland |
| 1979      | Al-Riwaq Gallery, Baghdad, Iraq |
| 1978      | Patrick Seale Gallery, London, United Kingdom |
| 1977      | Sultan Gallery, Kuwait |
| 1976      | Galerie Nadhar, Casablanca, Morocco |
| 1975      | National Gallery of Modern Art, Baghdad, Iraq |
| 1974      | Sultan Gallery, Kuwait |
| ____      | Contact Gallery, Beirut, Lebanon |
| 1973      | Raslan Gallery, Tripoli, Lebanon |
| 1971      | National Gallery of Modern Art, Baghdad, Iraq |
| ____      | Sultan Gallery, Kuwait |
| 1969      | National Museum of Modern Art, Baghdad, Iraq |
| ____      | Sultan Gallery, Kuwait |
| ____      | Gallery One, Beirut, Lebanon |
| 1968      | National Museum of Modern Art, Baghdad, Iraq |
| 1967      | Hall of the Iraqi Artists Society, Baghdad, Iraq |
| 1966      | Gallery One, Beirut, Lebanon |
| 1965      | Al-Wasiti Gallery, Baghdad, Iraq |

Mostre di gruppo selezionate
| 2015 | Picasso in Contemporary Art, Deichtorhallen, Hamburg, Germany                                                                               |
| 2014 | Arab Modernities, Espace Claude Lemand, Paris, France                                                                                       |
| ____ | Post-Picasso: Contemporary Reactions, Picasso Museum, Barcelona, Spain                                                                      |
| ____ | Art Paris Art Fair, Grand Palais, Galerie Claude Lemand, Paris, France                                                                      |
| ____ | Landscape and Arab Modernity, Espace Claude Lemand, Paris, France                                                                           |
| 2013 | D'Orient et d'Occident, Galerie Claude Lemand, Paris, France                                                                                |
| ____ | Tajreed (Abstract Arab Art), Contemporary Arab Platform (CAP), Kuwait                                                                       |
| 2012 | Fan al-Mahjar, Espace Claude Lemand, Paris, France                                                                                          |
| ____ | Masters of the Tondo, Espace Claude Lemand, Paris, France                                                                                   |
| 2011 | Art in Iraq Today: Part IV, Meem Gallery, Dubai, United Arab Emirates                                                                       |
| ____ | Mashreq-Maghreb: Paintings, Sculptures and Prints, Contemporary Arab Platform (CAP), Kuwait                                                 |
| ____ | Art in Iraq Today: Conclusion, Meem Gallery and Solidere, Beirut, Lebanon                                                                   |
| 2010 | Interventions, Mathaf: Arab Museum of Modern Art, Doha, Qatar                                                                               |
| 2009 | Modernism and Iraq, Wallach Art Gallery, Columbia University, New York, United States if America                                            |
| 2008 | Word into Art, British Museum, Dubai International Financial Center (DIFC), Dubai, United Arab Emirates                                     |
| ____ | Iraq's Past Speaks to the Present, British Museum, London, United Kingdom                                                                   |
| ____ | Iraqi Artists in Exile, Station Museum of Contemporary Art, Houston, Texas United States of America                                         |
| 2006 | Portraits of the Bird, Bastia Festival of Arts, Paris, France                                                                               |
| ____ | Word into Art, British Museum, London, United Kingdom                                                                                       |
| 2005 | Portraits of the Bird. Books and Drawings, Galerie Claude Lemand, Paris, France                                                             |
| ____ | Contemporary Iraqi Book Art, University of North Texas Art Gallery, Denton, Texas, United States of America                                 |
| ____ | Improvisation: Seven Iraqi Artists, Bissan Gallery, Doha, Al-Riwaq Gallery, Manama, 4 Walls Gallery, Amman                                  |
| ____ | Hommage to Shafic Abboud, Galerie Claude Lemand, Paris, France                                                                              |
| 2004 | Art Books and Paintings, Galerie Claude Lemand, Paris, France                                                                               |
| 2003 | Colas Foundation, Boulogne, France |
| ____ | Broken Letter, Contemporary Art from Arab Countries, Kunsthalle Darmstadt, Germany                                                          |
| 2002 | Masters of the Tondo, Galerie Claude Lemand, Paris, France                                                                                  |
| ____ | The Kinda Foundation Collection, Institut du Monde Arabe, Paris, France                                                                     |
| 2001 | Machreq-Maghreb: Paintings and Books, Galerie Claude Lemand, Paris, France                                                                  |
| 1998 | Al-Azzawi and Nasiri, Galerie La Teinturerie, Paris, France                                                                                 |
| 1997 | Five Visual Interpretations, Green Art Gallery, Dubai, United Arab Emirates                                                                 |
| 1989 | Contemporary Art from the Islamic World, Barbican Centre, London, United Kingdom                                                            |
| ____ | Arab Graphic Art, National Council for Culture, Arts and Letters (NCCAL), Kuwait                                                            |
| 1988 | Olympiad of Art, National Museum of Contemporary Art, Seoul, Korea                                                                          |
| ____ | Al-Azzawi, al-Jumaie, Nasiri, Kufa Gallery, London, United Kingdom                                                                          |
| 1987 | Third International Print Biennal, Taiwan                                                                                                   |
| 1986 | Semitic Museum, Harvard University, Massachusetts, United States of America                                                                 |
| ____ | Contemporary Arab Art, The Mall Gallery, London, United Kingdom                                                                             |
| 1985 | Musée Hubert d'Uckerman, Grenoble, France                                                                                                   |
| 1984 | British International Print Biennial, Bradford, United Kingdom                                                                              |
| ____ | First Arab Contemporary Exhibition, Museum of Modern Art, Tunis, Tunisia                                                                    |
| 1983 | Contemporary Arab Artists Part 3, Iraqi Cultural Centre, London, United Kingdom                                                             |
| 1981 | Salon de Mai, Paris, France |
| ____ | Art 12'81, Galerie Faris, Basel, Switzerland                                                                                                |
| ____ | Foire Internationale D'Art Contemporain (FIAC), Galerie Faris, Paris, France                                                                |
| ____ | Seventh International Grafik Triennial, Frechen, Germany                                                                                    |
| 1980 | Third World Biennial of Graphic Art, Iraqi Cultural Centre, London and National Gallery of Modern Art, Baghdad, Iraq                        |
| ____ | The Influence of Arabic Calligraphy on Modern Arab Art, Iraqi Cultural Centre, London, United Kingdom                                       |
| ____ | Seventh International Exhibition of Drawing, Rijeka, Croatia                                                                                |
| ____ | Twelve Contemporary Arab Artists, Galerie Faris, Paris, France                                                                              |
| ____ | Salon de Mai, Paris, France |
| ____ | Foire Internationale D'Art Contemporain (FIAC), Galerie Faris, Paris, France                                                                |
| ____ | Salon d'Automne, Espace Cardin, Paris, France                                                                                               |
| 1979 | Sao Paolo Biennial, Brazil |
| ____ | The Baghdad International Poster Exhibition, Iraqi Cultural Centre, London and National Gallery of Modern Art, Baghdad, Iraq                |
| ____ | Three Iraqi Artists, al-Riwaq Gallery, Baghdad, Iraq                                                                                        |
| 1978 | Contemporary Arab Graphic Art, Iraqi Cultural Centre, London, United Kingdom                                                                |
| ____ | Seven Iraqi Artists, Iraqi Cultural Centre, London, United Kingdom                                                                          |
| ____ | International Exhibition of Art for Palestine, Arab University, Beirut, Lebanon                                                             |
| 1977 | Contemporary Iraqi Art, Qatar, Bahrain, Kuwait                                                                                              |
| ____ | Six Iraqi Artists, National Gallery of Modern Art, Baghdad, Iraq                                                                            |
| ____ | Contemporary Iraqi Art (III), Bonn, Paris, London, Tunis                                                                                    |
| 1976 | Second Arab Art Biennial, Rabat, Morocco |
| ____ | Venice Biennial, Venice, Italy |
| ____ | Contemporary Iraqi Art, Musée d'Art Moderne, Paris, France                                                                                  |
| ____ | The Fifth International Exhibition of Drawings, Rijeka, Yugoslavia                                                                          |
| ____ | International Association of Art: Artists against Racism, National Gallery of Modern Art, Baghdad, Iraq                                     |
| 1975 | Iraqi Graphic Art Exhibition, Iraqi Cultural Centre, Beirut, Lebanon                                                                        |
| ____ | Seventh International Painting Festival, Cagnes-sur-Mer, France                                                                             |
| ____ | International Summer Academy, Salzburg, Austria                                                                                             |
| ____ | Collective Graphic Art Exhibition, L'Atelier Gallery, Rabat, Morocco                                                                        |
| ____ | Collective Graphic Art Exhibition, National Gallery of Modern Art, Baghdad, Iraq                                                            |
| 1974 | Seven Iraqi Artists, National Gallery of Modern Art, Baghdad, Iraq                                                                          |
| 1973 | Six Syrian and Iraqi Artists, National Gallery of Modern Art, Baghdad and Arab Cultural Centre, Damascus, Syria                             |
| 1972 | Four Iraqi Artists, National Museum of Modern Art, Baghdad, Iraq                                                                            |
| ____ | Three Iraqi Artists, Gallery One, Beirut, Lebanon                                                                                           |
| ____ | Iraqi Contemporary Art Today, National Gallery of Modern Art, Baghdad, Iraq                                                                 |
| ____ | Five Iraqi Artists, National Gallery of Modern Art, Baghdad, Iraq                                                                           |
| ____ | Fourth International Poster Biennial, Warsaw, Poland                                                                                        |
| ____ | Contemporary Arab Art, Nicosia, Cyprus |
| 1971 | Four Iraqi Artists, National Gallery of Modern Art, Baghdad, Iraq                                                                           |
| ____ | Contemporary Iraqi Art, Kuwait |
| ____ | Contemporary Iraqi Art, Mirbad Poetry Festival, Basra, Iraq                                                                                 |
| 1970 | The Iraqi Poster Exhibition, Baghdad, Iraq                                                                                                  |
| 1968 | First International Triennial, New Delhi, India                                                                                             |
| ____ | Seventh Annual Exhibition of the Impressionist Group, National Gallery of Modern Art, Baghdad, Iraq                                         |
| 1966 | Carreras Craven "A" Arab Art Exhibition, traveling exhibition, Cairo, Manama, Kuwait, Baghdad, Amman, Damascus, Beirut, London, Paris, Rome |
| 1965 | Eighth Annual Exhibition of the Iraqi Artists' Society, National Gallery of Modern Art, Baghdad, Iraq                                       |
| ____ | Fifth Annual Exhibition of the Impressionists Group, Hall of the Iraqi Artists' Society, Baghdad, Iraq                                      |
| ____ | Contemporary Iraqi Art, Gallery One, Beirut, Lebanon                                                                                        |
| ____ | Contemporary Iraqi Art, traveling exhibition, Rome, Budapest, Vienna, Madrid, London, Beirut                                                |
| 1964 | Seventh Annual Exhibition of the Iraqi Artists' Society, Baghdad, Iraq                                                                      |

## Collezioni pubbliche
- Tate Modern, Londra
- Mathaf: Museo arabo di arte moderna
- Sharjah Art Museum, Emirati Arabi Uniti
- Fondazione Barjeel, Emirati Arabi Uniti